# Enklawa Jasna Góra
Enklawa Jasna Góra (niem. Kaiserliche und Königliche Enklave Jasna Góra, Cesarsko-Królewska Enklawa Jasna Góra) – enklawa pod administracją austro-węgierską, wydzielona w czasie I wojny światowej z terenów pod okupacją Niemiec.

## Historia
Enklawa powstała w reakcji na wydarzenia, jakie miały miejsce w Częstochowie 7 sierpnia 1914 roku. Wówczas pijani żołnierze niemieccy ostrzelali jeden z domów przy ul. 7 Kamienic. Skutkiem wynikłej wymiany ognia były ofiary śmiertelne. Niemiecka administracja obciążyła jednak winą za zajścia polskich mieszkańców, a skutkiem tego był pogrom, aresztowania, zesłania, egzekucje i rabunki na ludności przyklasztornej dzielnicy oraz rabunek klasztoru w Mstowie.
Informacje o zajściach w Częstochowie stały się szybko znane szerzej, a efektem tego była interwencja cesarza Austrii Franciszka Józefa, który przekonał niemieckich sojuszników do wydzielenia znanego, katolickiego klasztoru z niemieckiej strefy okupacyjnej i przekazania go pod zarząd katolickich Austro-Węgier. Jednocześnie miasto Częstochowa pozostało pod zarządem niemieckim.
26 kwietnia 1915 roku utworzona została enklawa administracji austriackiej na terenie klasztoru, a jej komendantem został kpt. Josef Klettlinger. Klasztor obsadzili głównie Austriacy i Czesi z 10 Pułku Piechoty. Na terenie enklawy zamieszkiwało ok. 180 osób, sam komendant zamieszkał jednak w Częstochowie, tam też urządzona została kancelaria austriackiego garnizonu.
Komendant Klettlinger zainicjował działania mające zwolnić klasztor z kontrybucji nałożonych przez administrację okupacyjną, a jego inicjatywa spotkała się z pozytywną odpowiedzią władz austriackich. Uchroniło to klasztor przed rekwizycją przedmiotów miedzianych i mosiężnych.
4 listopada 1918 roku austriacki komendant przekazał zwierzchność wojskową nad klasztorem por. Arturowi Wiśniewskiemu z 22 Pułku Piechoty Wojska Polskiego.